# Mainzi csata
A mainzi csata 1795. október 29-én zajlott le a François Ignace Schaal vezette francia köztársasági és a François Sébastien de Croix, Clerfayt grófja parancsnoksága harcoló osztrák erők között az első koalíciós háborúk idején. A csatában az osztrákok győztek.

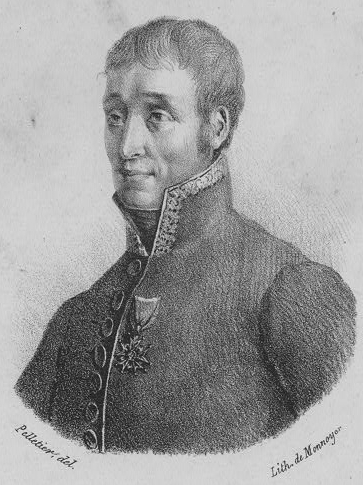
Coutelle kapitány

Ebben a csatában használtak második alkalommal légballonos felderítést. Coutelle kapitány használta ezt az eszközt a koalíciós erők megfigyelésére.
Napoléon Bonaparte tábornok nem bízott ebben a megoldásban, ezért használatát mellőzték.
1794-1795-ben Mainz erődje a Német-római Birodalom legerősebb helye volt, Luxemburg kivételével, amelyet 11 hónapos blokád és ostrom után fel kellett adniuk. Mainz volt az utolsó erőd az osztrákok kezén.
Mainz 1797-ig ellenállt a franciáknak, a Campo Formió-i béke juttatta a franciák kezére 1797. október 17-én (a forradalmi naptár szerint Vendémiaire 26, a köztársaság hatodik évében). 1801-ben sikerült csak annektálniuk a Rajna bal partját.

## Az ostrommal kapcsolatos személyek
- Laurent de Gouvion-Saint-Cyr
- François Roch Ledru des Essarts
- Roch Godart báró
- François de Chasseloup-Laubat
- Jacques Nicolas Bellavène
- Claude Rostollant
- Claude Sylvestre Colaud
- Jean-Baptiste Kléber
- Jean-Baptiste Jamin
- Joseph Marie Dessaix
- François Fabre
- Auguste Frédéric Louis Viesse de Marmont
- Jean-Baptiste Jules Bernadotte
- Claude Marie Hervo
- Jacques Darnaud
- Louis Joseph Lahure
- François Séverin Marceau
- Pierre Joseph Farine du Creux
- Pierre Barrois
- Pierre Garnier de Laboissière
- Gabriel Jean Joseph Molitor
- Nicolas-Jacques Conté
- Jean-Marie Coutelle
- Paul-Louis Courier

## Fordítás

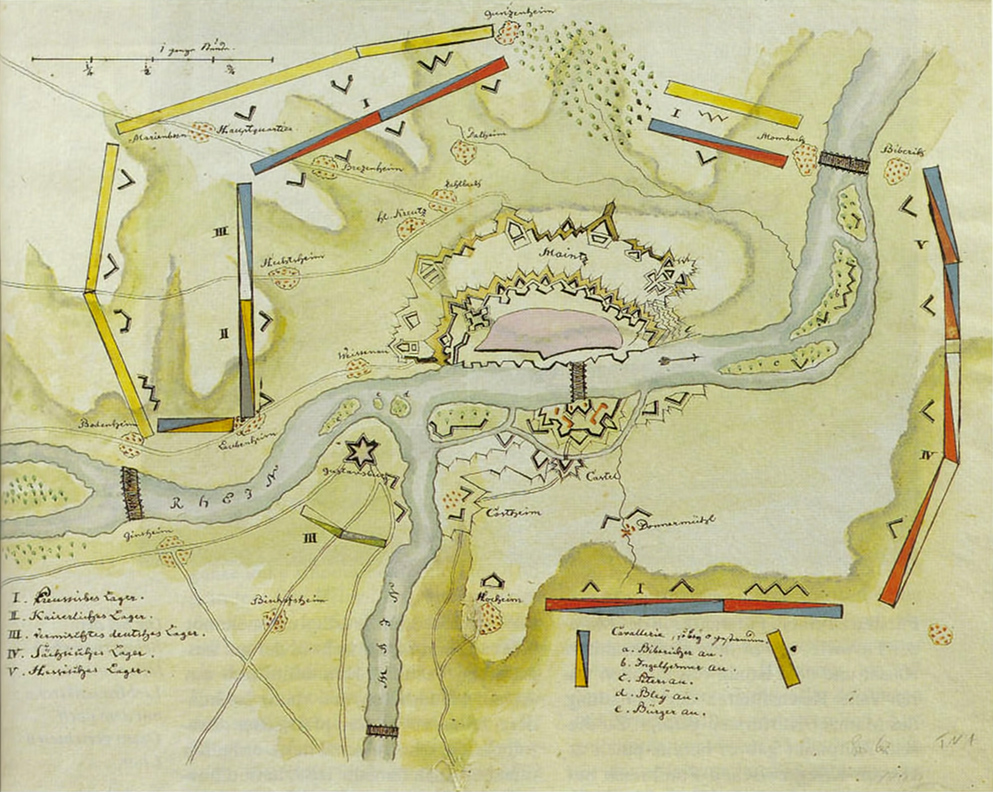
Mainz térképe 1793-ból

- Ez a szócikk részben vagy egészben  a   Battle of Mainz című angol Wikipédia-szócikk fordításán alapul.  Az eredeti cikk szerkesztőit annak laptörténete sorolja fel. Ez a jelzés csupán a megfogalmazás eredetét és a szerzői jogokat jelzi, nem szolgál a cikkben szereplő információk forrásmegjelöléseként.